# Acantholimon blakelockii
Acantholimon blakelockii är en triftväxtart som beskrevs av Mobayen. Acantholimon blakelockii ingår i släktet Acantholimon och familjen triftväxter. Inga underarter finns listade i Catalogue of Life.